# Witold Jabłoński (samorządowiec)
Witold Krzysztof Jabłoński (ur. 16 września 1969 w Łowiczu) – polski samorządowiec, menedżer, dziennikarz i działacz turystyczny, w latach 2006–2010 członek zarządu województwa zachodniopomorskiego, od 2008 do 2010 w randze wicemarszałka.

## Życiorys
Ukończył Liceum Ogólnokształcące Zakonu Pijarów im. Stanisława Konarskiego w Krakowie, a w 1996 studia historyczne na Uniwersytecie Szczecińskim. Kształcił się podyplomowo z zamówień publicznych i na akademii liderów samorządowych w Wyższej Szkole Bankowej w Poznaniu, a także w zakresie prawa autorskiego na Wydziale Prawa i Administracji Uniwersytetu Jagiellońskiego. Pomiędzy 1992 a 2000 pracował w TVP Szczecin jako szef działu reklamy i w Radiu AS jako dyrektor i redaktor naczelny. Później zatrudniony jako koordynator w TV Puls i specjalista ds. sprzedaży w Banku Pocztowym. Pełnił także funkcję redaktora naczelnego „Dziennika Stargardzkiego” i „Golfisty”. Działał w Zachodniopomorskiej Regionalnej Organizacji Turystycznej jako jej wiceprezes ds. marketingu i promocji. Został wykładowcą akademickim, m.in. w Stargardzkiej Szkole Wyższej Stargardinum. Zasiadał w Radzie Nadzorczej firmy Postdata i w radzie programowej Radia Szczecin.
Zaangażował się w działalność polityczną w ramach Platformy Obywatelskiej. 18 grudnia 2006 został powołany na stanowisko członka zarządu województwa zachodniopomorskiego. 22 kwietnia 2008 w nowym zarządzie awansowany do rangi wicemarszałka. Odpowiadał m.in. za kwestie kultury, sportu, promocji i turystyki. 31 sierpnia 2010 zakończył pełnienie funkcji. Miało to związek z walkami frakcyjnymi w partii i poparciem w wyborach na szefa regionu Sławomira Nitrasa wbrew zwycięzcy Stanisławowi Gawłowskiemu. Później został przedsiębiorcą i członkiem zarządu pola golfowego Golf Amber Baltic, a także dyrektorem w Funduszu Pomerania. W 2017 został mianowany dyrektorem Morskiego Centrum Nauki im. prof. Jerzego Stelmacha w Szczecinie.
Publikował łącznie pięć książek, w tym m.in. „Można” i „Na Kuńcu Korytarza”, w których zdradzał szczegóły pracy w urzędzie.

## Odznaczenia i wyróżnienia
- Odznaka honorowa „Za Zasługi dla Turystyki”[5]
- Srebrna Odznaka Honorowa Gryfa Zachodniopomorskiego (2016)[13]

## Życie prywatne
Jest żonaty, ma czworo dzieci.